# مطلقة اعتبارية
المطلقة الاعتبارية هي الماهية التي اعتبرها المعتبر، ولا تحقق لها في نفس الأمر.